# Visegrád-bjergene
Visegrád-bjergene (Hu: Visegrádi hegység) er en bjergkæde i Ungarn, ikke langt fra hovedstaden Budapest .

## Geografi
Visegrád-bjergene er den direkte nordlige nabo til Pilis-bjergene. Selvom de to områder danner en geografisk enhed, da de begge officielt tilhører de transdanubiske bjerge, forbinder Visegrád-bjergene Börzsöny og de nordungarske bjerge. Bjergkæden er den sydligste del af de indre vestlige Karpater. 

## Geologi
Den grundlæggende bjergart i disse bjerge er vulkansk, hovedsageligt andesit, mens de transdanubiske bjerge er baseret på sedimentære bjergarter.
Visegrád-bjergene blev formet af vulkanske begivenheder.

## Historie
Hele området fungerede som jagtområde for de middelalderlige konger.

## Bemærkelsesværdige steder
Den højeste top i området er ved Dobogókő  som er 699 moh., et vandre- og skisportsområde med panoramaudsigt over Donauknæet.